# Hoplitis jheringii
Hoplitis jheringii là một loài Hymenoptera trong họ Megachilidae. Loài này được Ducke mô tả khoa học năm 1898.